# ユインタジリス
ユインタジリス (Urocitellus armatus) は、哺乳綱ネズミ目（齧歯目）リス科に分類されるジリスの1種である。
アメリカ合衆国北西部に分布する。ユタ州北部では、通称 Potgut (意味は太鼓腹)と呼ばれる。

## 分布

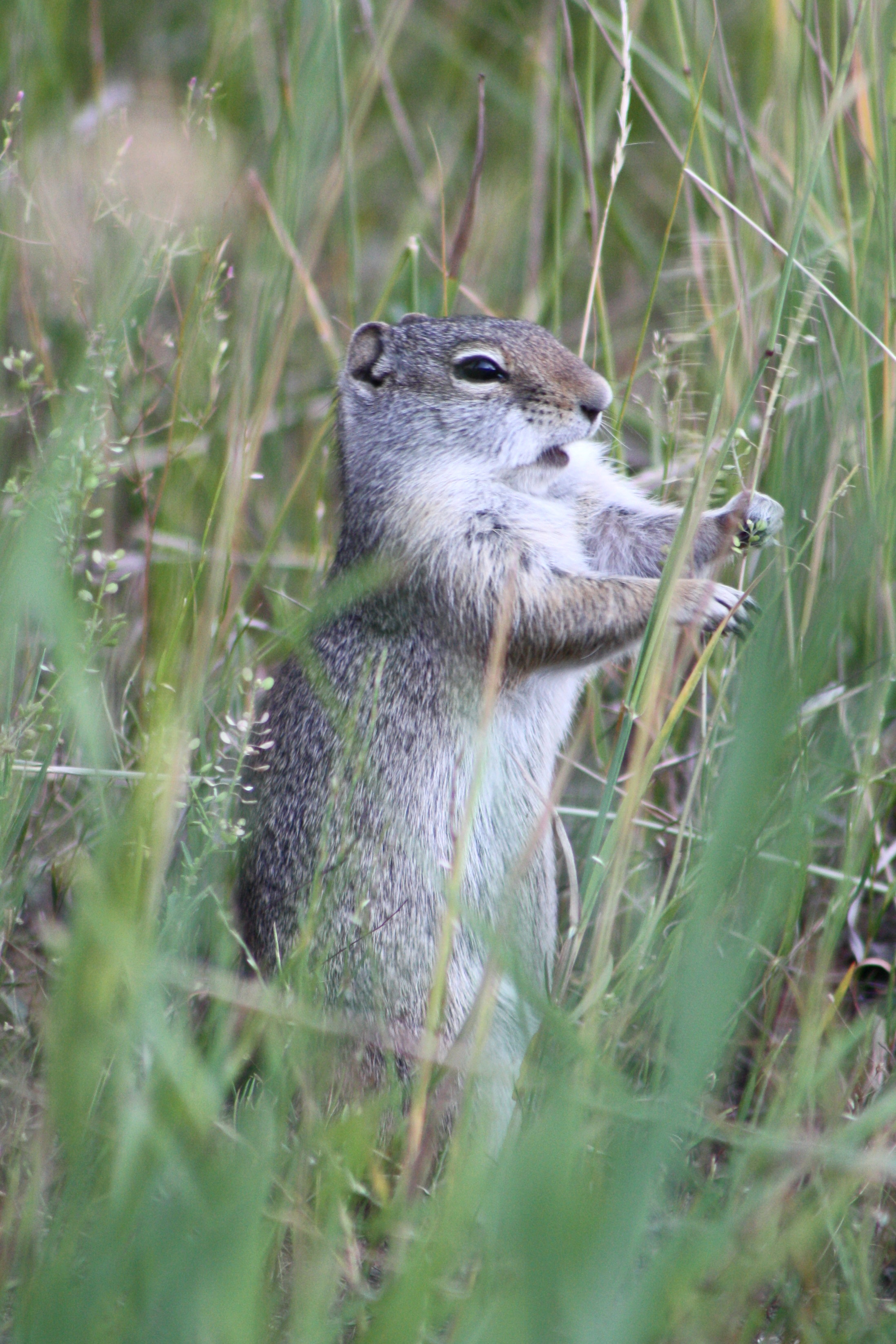
草を食べるユインタジリス

アメリカアイダホ州、モンタナ州、ユタ州、ワイオミング州。

## 形態
体長280-303ミリメートル、尾長63-81ミリメートル、体重284–425グラム。他のジリスと生息域が一部重なっているが、エレガントジリス Urocitellus elegans ほど被毛は淡黄色ではなく尾の裏側が灰色をしており、Urocitellus mollis よりも体が大きく尾が長いことで見分ける。

## 生態

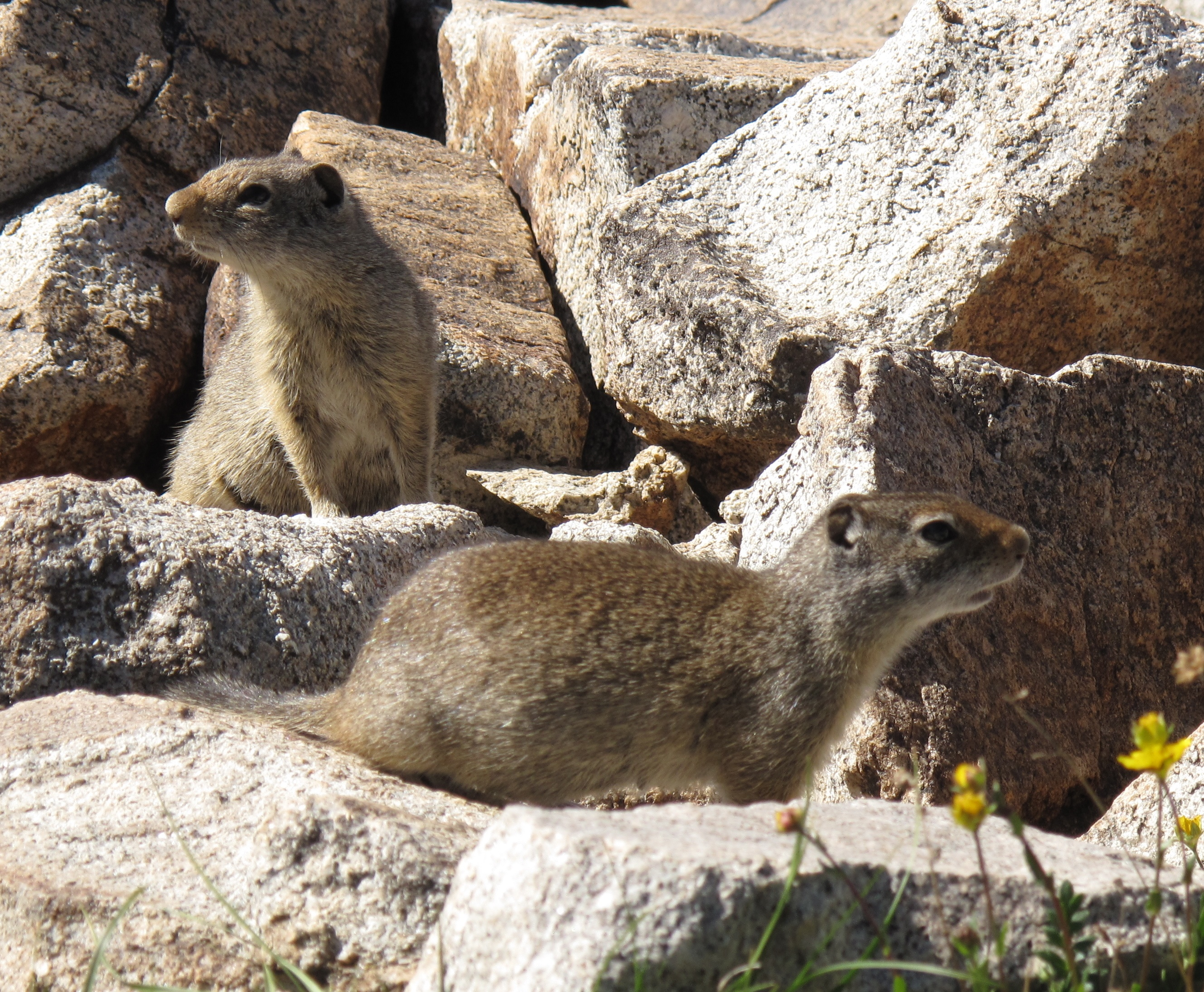
2頭のユインタジリス

標高の高い谷の草地、時には農地に生息する。昼行性で、しばしば大きなコロニーで生活する。草食性で、主にイネ科の草を食べるが、種子、根、ヤマヨモギの葉、昆虫も食べる。
地下の巣穴で7月から夏眠を始め、その後3-4月まで冬眠をするため、活動的なのは1年のうち春から夏にかけての約3.5か月しかない。体が大きいほど冬眠中の生存率が高くなり、冬眠後に生き残れるのは子どもで30パーセント、大人で60パーセントと差がある。
繁殖期は3-4月、メスが発情するのは冬眠から目覚めた2-3日後の1日のみで、交尾は巣穴の中で行われる。妊娠期間は28日、初産では1度の出産で4-5頭を産むが、年配のメスは平均7-8頭を産む。生後24日で巣穴から地上に現れるようになる。  
捕食者には猛禽類、イタチ、アメリカアナグマ、コヨーテがおり、トリコモナス、コクシジウム、ノミ5種、線虫の宿主である。